# Chaco socos
Chaco socos is een spinnensoort in de taxonomische indeling van de bruine klapdeurspinnen (Nemesiidae).
Chaco socos werd in 1995 beschreven door Goloboff.